# Wydział Nauk o Zdrowiu i Kultury Fizycznej Uniwersytetu Technologiczno-Humanistycznego im. Kazimierza Pułaskiego w Radomiu
Wydział Nauk o Zdrowiu i Kultury Fizycznej Uniwersytetu Technologiczno-Humanistycznego im. Kazimierza Pułaskiego w Radomiu (WNoZiKF) – jeden z 8 wydziałów Uniwersytetu Technologiczno-Humanistycznego im. Kazimierza Pułaskiego w Radomiu, kształcący studentów na kierunkach: lekarskim, pielęgniarstwo, fizjoterapia oraz wychowanie fizyczne w systemie studiów stacjonarnych i niestacjonarnych.

## Historia Wydziału
Wydział powstał 25 czerwca 2009 r. na mocy uchwały Senatu Politechniki Radomskiej (ówczesna nazwa uczelni) jako Instytut Zdrowia. Od roku akademickiego 2009/2010 w Instytucie zaoferowano dwa kierunki studiów I stopnia w systemie stacjonarnym i niestacjonarnym: pielęgniarstwo oraz fizjoterapia. Od 2010 ruszyły także studia pomostowe na kierunku pielęgniarstwo. 1 marca 2012 r. Instytut Zdrowia został, w ramach restrukturyzacji uczelni, przekształcony w Wydział Nauk o Zdrowiu i Kultury Fizycznej. Równocześnie do wydziału zostały przeniesione uprawnienia, z również restrukturyzowanego Wydziału Nauczycielskiego, do prowadzenia studiów na kierunku wychowanie fizyczne.

## Kierunki studiów
- Kierunek lekarski (jednolite magisterskie)[2]
- Pielęgniarstwo
  - I stopnia (stacjonarne)
  - II stopnia (stacjonarne i niestacjonarne)
  - pomostowe (niestacjonarne)
- Fizjoterapia
  - I stopnia (stacjonarne i niestacjonarne)
- Wychowanie fizyczne
  - I stopnia (stacjonarne i niestacjonarne)
- Ratownictwo medyczne (rekrutacja zawieszona)

## Władze Wydziału
- Dziekan – dr hab. n. med. Zbigniew Kotwica, prof. nadzw.
- Prodziekan – dr hab. n. med. Agnieszka Saracen

## Struktura organizacyjna Instytutu
- Zakład Fizjoterapii
- Zakład Pielęgniarstwa
- Zakład Nauk Medycznych
- Zakład Wychowania Fizycznego